# Magyar szinkronhangok listája
A szinkronszínészek, szinkronhangok vagy magyarhangok azok a színészek, akik az eredetileg idegen nyelvű filmek és sorozatok szövegét magyarul mondják el.

## Férfiak
- Aczél Gergő
- Albert Gábor
- Albert Péter
- Alföldi Róbert
- Anger Zsolt
- Antal Bálint
- Antal László
- Apáthi Imre
- Arany Tamás
- Avar András
- Ács Balázs
- Ágoston Péter
- Áron László
- Bács Ferenc
- Bácskai János
- Badár Sándor
- Balassa Levente
- Balázs Dániel
- Balázs Olivér
- Balázs Péter
- Balázsi Gyula
- Bakonyi Gábor
- Bakos-Kiss Gábor
- Barabás Botond
- Barabás Kiss Zoltán
- Barna Arnold
- Baradlay Viktor
- Barát Attila
- Baráth István
- Barbinek Péter
- Bardóczy Attila
- Bartók László
- Bartucz Attila
- Básti Lajos
- Bebe (Back II Black)
- Bede-Fazekas Szabolcs
- Benedek Miklós
- Benedikty Marcell
- Bencze Attila
- Benkő Gyula
- Benkő Péter
- Beratin Gábor
- Bercsényi Péter
- Berecz Kristóf Uwe
- Bereczki Zoltán
- Beregi Péter
- Bergendi Áron
- Berkes Bence
- Berzsenyi Zoltán
- Besenczi Árpád
- Benkóczy Zoltán
- Beszterczey Attila
- Bezerédi Zoltán
- Bicskey Lukács
- Bodor Tibor
- Bodrogi Attila
- Bodrogi Gyula
- Bódy Gergely
- Bogdán Gergő
- Bognár Tamás
- Bognár Zsolt
- Bolba Tamás
- Boldog Gábor
- Bolla Róbert
- Bor László
- Bor Zoltán
- Borbély Sándor
- Borbély László
- Borbiczki Ferenc
- Borbíró András
- Bordás János
- Bori Ádám András
- Botár Endre
- Both András
- Borosi Péter
- Bozai József
- Bozsó Péter
- Bősz Mirkó
- Breyer Zoltán
- Bubik István
- Buga Mihály
- Bujtor István
- Czirók Tamás
- Crespo Rodrigo
- Cs. Németh Lajos
- Csadi Zoltán
- Csákányi László
- Csanádi Olivér
- Csankó Zoltán
- Császár András
- Csehy András
- Csenger Ferenc
- Csengeri Attila
- Csellár Mihály
- Cserna Antal
- Csernák János
- Csiby Gergely
- Csík Csaba
- Csík Csaba Krisztián
- Csőre Gábor
- Csuha Lajos
- Csuja Imre
- Csurka László
- Czető Ádám
- Czető Roland
- Czvetkó Sándor
- Damu Roland
- Dányi Krisztián
- Droppa Mihály
- Deák B. Ferenc
- Deme Gábor
- Dene Tamás
- Dengyel Iván
- Dékány Barnabás
- Dér Zsolt
- Dévai Balázs
- Debreczeny Csaba
- Dézsy Szabó Gábor
- Dimulász Miklós
- Dobránszky Zoltán
- Dolmány Attila
- Dósa Márton
- Dózsa László
- Dózsa Zoltán
- Dörner György
- Ducsai Ábel
- Dunai Mihály
- Dunai Tamás
- Ebergényi Imre
- Ertl Zsombor
- Elek Ferenc
- Egri Bálint
- Egressy G. Tamás
- Élő Balázs
- Előd Álmos
- Előd Botond
- Ember Márk
- Endrédi Máté
- Epres Attila
- Faragó András
- Faragó József
- Farkas Antal
- Farkas Tamás
- Fandl Ferenc
- Fazekas István
- Fábry Péter István
- Fehér Péter
- Fehér Tibor
- Fehérvári Péter
- Fehérváry Márton
- Fekete Ernő Tibor
- Fekete Zoltán
- Felföldi László
- Fellegi Lénárd
- Fesztbaum Béla
- File Csaba
- Forgács Gábor
- Forgács Péter
- Földi Tamás
- Frumen Gergő
- Füredi Leó
- Fülöp Zsigmond
- Gacsal Ádám
- Galambos Péter
- Galbenisz Tomasz
- Galkó Balázs
- Galgóczy Gáspár
- Gálvölgyi János
- Garai Róbert
- Garay Nagy Tamás
- Garas Dezső
- Garamszegi Gábor
- Garamszegi László
- Gardi Tamás
- Gáll Dávid
- Gáspár András
- Gáti Oszkár
- Gergely Róbert
- Gerő Botond
- Gerő Gábor
- Gesztesi Károly
- Gesztesi Máté
- Géczi Zoltán
- Gémes Antos
- Glósz András
- Glósz Viktor
- Görög László
- Gruber Hugó
- Gubányi György István
- Gundel Takács Gábor
- Gyabronka József
- Gyevát Ottó
- György-Rózsa Sándor
- Gyukár Tibor
- Gyurin Zsolt
- Gyürki István
- Haagen Imre
- Haás Vander Péter
- Hajdu Tibor
- Hajdu Steve
- Hajdú B. István
- Halasi Dániel
- Halmágyi Sándor
- Halász Lajos
- Hamvas Dániel
- Hankó Attila
- Hankó Dániel
- Harcsik Róbert
- Harmath Imre
- Harkányi Endre
- Harsányi Attila
- Harsányi Gábor
- Haumann Péter
- Haumann Máté
- Háda János
- Hám Bertalan
- Hegedűs Miklós
- Heisz Krisztián
- Helyey László
- Hevér Gábor
- Hodoniczki Andor
- Holl János
- Holl Nándor
- Holló-Zsadányi Norman
- Hollósi Frigyes
- Honti Molnár Gábor
- Horák Balázs
- Horányi László
- Horkai János
- Horvai Bence
- Horváth Andor
- Horváth Illés
- Horváth Gyula
- Horváth László
- Horváth-Töreki Gergely
- Horváth Vilmos Zoltán
- Horváth Zoltán
- Hujber Ferenc
- Ignáth Márk
- István Dániel
- Imre István
- Illés Márton
- Illing Máté
- Iványi Árpád
- Izsóf Vilmos
- Jakab Csaba
- Jakab Márk
- Janicsek Péter
- Jantyik Csaba
- Jancsó Miklós
- Jáki Béla
- Jánosi Dávid
- Jánosi Ferenc
- ifj. Jászai László
- Jászberényi Gábor
- Jászberényi László
- Jegercsik Csaba
- Jéger Zsombor
- Jelinek Márk
- Joó Gábor
- Józsa Imre
- Juhai Bence
- Juhász György
- Juhász Jácint
- Juhász Zoltán
- Juhász-Tóth Frigyes
- Kajtár Róbert
- Kálid Artúr
- Kállai Ferenc
- Kálloy Molnár Péter
- Kaló Flórián
- Kaldenecker Antal
- Kapácsy Miklós
- Karácsonyi Zoltán
- Kardos Bence
- Kardos Gábor
- Karsai István
- Kassai Károly
- Kaszás Attila
- Kaszás Gergő
- Katona Zoltán
- Kautzky Armand
- Kautzky József
- Kádár-Szabó Bence
- Kárpáti Levente
- Kárpáti Tibor
- Kecskés Ákos
- Kelemen Noel
- Keller Bertalan
- Kenderesi Tibor
- Kentner Sándor
- Kerek Dávid
- Kerekes József
- Keresztes István
- Keresztes Sándor
- Kern András
- Kertész Péter
- Kékesi Gábor
- Képessy József
- Kézdy György
- Kilényi Márk Olivér
- Kilin Bertalan
- Király Adrián
- Király Attila
- Király Dániel
- Király Róbert
- Kisfalusi Lehel
- Kisfalussy Bálint
- Kis Horváth Zoltán
- Kiss Gábor
- Kiss József
- Kiss Márton
- id. Knézy Jenő
- ifj. Knézy Jenő
- Kocsis János
- Kocsis Dénes
- Kocsis Gergely
- Kocsis György
- Kolovratnik Krisztián
- Komáromi Márk
- Komlós András
- Koncz Gábor
- Koncz István
- Konrád Antal
- Korcsmáros György
- Koroknay Géza
- Kossuth Gábor
- Kovács András Bátor
- Kovács Benjámin
- Kováts Dániel
- Kovács Lehel
- Kovács M. István
- Kozák András
- Kozák László
- Kőmíves Sándor
- Kőszegi Ákos
- Krajnik-Balogh Gábor
- Kránitz Bence
- Kránitz Lajos
- Kristóf Tibor
- Kulka János
- Kun Vilmos
- Ladoniczki Dániel
- Ladola József
- Laklóth Aladár
- Láng Balázs
- Láng József
- Laskai György
- László Zsolt
- Latinovits Zoltán
- Lázár Sándor
- Lengyel Tamás
- Lesznek Tibor
- Lippai László
- Lovas Dániel
- Lukácsi József
- Lugosi Dániel
- Lugosi Domonkos
- Lutter Imre
- Lux Ádám
- Maday Gábor
- Magyar Bálint
- Makay Sándor
- Makray Gábor
- Makranczi Zalán
- Markovics Tamás
- Maros Gábor
- Maróti Attila
- Maróti Gábor
- Maszlag Bálint
- Mayer Marcell
- Mákszem Levente
- Márton András
- Merklin Ferenc
- Megyeri János
- Melis Gábor
- Menszátor Héresz Attila
- Mesterházy Gyula
- Mécs Károly
- Mészáros András
- Mészáros Martin
- Mészáros Máté
- Mihály László
- Mihályi Győző
- Miklósy György
- Mikó István
- Mikula Sándor
- Miller Dávid
- Miller Zoltán
- Minárovits Péter
- Molnár Áron
- Molnár Levente
- Molnár Kristóf
- Molnár Miklós
- Molnár Róbert
- Móni Ottó
- ifj. Morassi László
- Morvay Bence
- Morvay Gábor
- Moser Károly
- Nagy Attila
- Nagy Ervin
- Nagy Feró
- Nagy Sándor
- Nagy Viktor
- Náray-Kovács Zsombor
- Nemcsák Károly
- Németh Attila István
- Németh Gábor
- Németh Kristóf
- Némethy Attila
- Nikas Dániel
- Nónás István
- Oberfrank Pál
- Orbán Gábor
- Orosz Gergely
- Orosz István
- Oroszi Tamás
- Oszter Sándor
- Ősz Róbert
- Pach János
- Pál András
- Pál Dániel Máté
- Pál Tamás
- Pál László
- Pálfai Péter
- Pálok Gábor
- Pálok Sándor
- Pálmai Szabolcs
- Papp Dániel
- Papp László
- Papp János
- Papucsek Vilmos
- Paudits Béla
- Pataky Imre
- Patkós Márton
- Pathó István
- Pavletits Béla
- Pálinkás Márton
- Pásztor Tibor
- Penke Bence
- Penke Soma
- Perlaki István
- Pék Ádám
- Péter Richárd
- Pécsi Sándor
- Pethes Csaba
- Petridisz Hrisztosz
- Petrik József
- Petrik Péter
- Petró Károly
- Pindroch Csaba
- Pintér Gábor Attila
- Pipó László
- Posta Victor
- Potocsny Andor
- Presits Tamás
- Pusztaszeri Kornél
- Quintus Konrád
- Rada Bálint
- R. Kárpáti Péter
- Rába Roland
- Rátonyi Róbert
- Rátóti Zoltán
- Raksányi Gellért
- Rajhona Ádám
- Rajkai Zoltán
- Reviczky Gábor
- Rékai Nándor
- Rékasi Károly
- Rékasi Szabolcs
- Reisenbüchler Sándor
- Renácz Zoltán
- Réz Betyár Gábor
- Richter Tamás
- Rosta Sándor
- Rostás Ábel
- Rubold Ödön
- Rudas István
- Rudolf Péter
- Sarádi Zsolt
- Salinger Gábor
- Sándor Barnabás
- Sánta László
- Sárközi József
- Schmied Zoltán
- Schneider Zoltán
- Schnell Ádám
- Schramek Géza
- Sebestyén András
- Seder Gábor
- Seri István
- Seregi Zoltán
- Seszták Szabolcs
- Selmeczi Roland
- Simon Aladár
- Simon György
- Simon Kornél
- Simonyi Balázs
- Sinkó László
- Sinkovits Imre
- Sinkovits-Vitay András
- Sipos Imre
- Soós László
- Sótonyi Gábor
- Sörös Miklós
- Sörös Sándor
- Stadler Zoltán
- Steiner Kristóf
- Stern Dániel
- Stohl András
- Skolnik Rudolf
- Straub Dezső
- Straub Martin
- Straub Norbert
- Stukovszky Tamás
- Scherer Péter
- Suhajda Dániel
- Szabó Andor
- Szabó Endre
- Szabó Győző
- Szabó Gyula
- Szabó Máté
- Szabó Ottó
- Szabó Sándor
- Szabó Sipos Barnabás
- Szabó Szása
- Szabolcsi Zalán
- Szacsvay László
- Szakács Tibor
- Szakácsi Sándor
- Szakos Balázs
- Szalai Imre
- Szalay Csongor
- Szatmári Attila
- Szatmári István
- Szatory Dávid
- Szántó Balázs
- Szebeni Tamás
- Szefcsik Boldizsár
- Szefcsik Leó
- Szekér D. Gergő
- Szente Vajk
- Szentesi Gergő
- Szentirmai Zsolt
- Szerednyey Béla
- Szersén Gyula
- Széles László
- Széles Tamás
- Szélyes Imre
- Székhelyi József
- Szilágyi Tibor
- Szinovál Gyula
- Szkárosi Márk
- Szokol Péter
- Szokolay Ottó
- Szolnoki Péter
- Szombathy Gyula
- Szoó György
- Szőke András
- Szőke Zoltán
- Szőnyi István
- Szrna Krisztián
- Sztarenki Pál
- Sztanó László
- Sztrapkó Nándor
- Szuper Levente
- Szűcs Balázs
- Szűcs Péter Pál
- Szűcs Sándor
- Szvetlov Balázs
- Tahi József
- Tahi Tóth László
- Tardy Balázs
- Takátsy Péter
- Tarján Péter
- Tálas Péter Csongor
- Ternyák Zoltán
- Tassonyi Balázs
- Téri Árpád
- Téri Sándor
- Till Attila
- Timár Béla
- Timon Barna
- Tímár Andor
- Trencsényi Ádám
- Trokán Péter
- Tokaji Csaba
- Tolnai Miklós
- Tomanek Gábor
- Törköly Levente
- Tóth G. Zoltán
- Tóth Mátyás
- Tóth Roland
- Tóth Sándor
- Tóth Zoltán
- Turek Miklós
- Turi Bálint
- Ujlaki Dénes
- Ujréti László
- Ungvári Gergely
- Uri István
- Urmai Gábor
- Usztics Mátyás
- Udvardi-Lakos Márton
- Vajda László
- Vallai Péter
- Várday Zoltán
- Varga Gábor
- Varga Győző
- Varga Rókus
- Varga Tamás
- Varga T. József
- Varjú Kálmán
- Vajda László
- Vári Attila
- Várkonyi András
- Vass Gábor
- Vezse Viktor
- Végh Ferenc
- Végh Péter
- Verebély Gábor
- Verebély Iván
- Versényi László
- Végvári Tamás
- Velenczey István
- Viczián Ottó
- Victor Máté
- Vida Bálint
- Vida Péter
- Vincze Gábor Péter
- Vizy György
- Verdes Tamás
- Welker Gábor
- Weil Róbert
- Wohlmuth István
- Zámbori Soma
- Zelei Dániel
- Zenthe Ferenc
- Zöld Csaba
- Zubornyák Zoltán
- Zsoldos Dávid
- Zsuzsa Mihály

## Nők
- Ábrahám Edit
- Ács Bernadett Bettina
- Adamik Viktória
- Azurák Zsófia
- Ágó Dia
- Agócs Judit
- Alberti Zsófi
- Andai Györgyi
- Andai Kati
- Andrádi Zsanett
- Andresz Kati
- Antal Olga
- Andrusko Marcella
- Auksz Éva
- Ábel Anita
- Árkosi Kati
- Ásványi Eszter
- Bak Julianna
- Bakó Márta
- Balázs Ági
- Balázs Zsófia
- Balázsovits Edit
- Balázsy Panna
- Bálint Sugárka
- Bálizs Anett
- Bajor Lili
- Bajza Viktória
- Balogh Anikó
- Balogh Anna
- Balogh Cecília
- Balogh Erika
- Balogh Emese
- Bartha Katalin
- Bartsch Kata
- Bartus Emese
- Balsai Móni
- Bálint Adrienn
- Bánfalvy Ágnes
- Bánfalvi Eszter
- Bánlaky Kelly
- Bárány Virág
- Bárd Noémi
- Bártfai Andrea
- Báró Anna
- Bánsági Ildikó
- Básti Juli
- Báthory Orsolya
- Béli Titanilla
- Békés Itala
- Bencze Ilona
- Benkő Márta
- Bertalan Ágnes
- Berkes Boglárka
- Berkes Gabriella
- Bessenyei Emma
- Biró Anikó
- Blazsó Regina
- Bogdányi Titanilla
- Bognár Anna
- Bodor Böbe
- Bokor Ildikó
- Boldog Emese
- Borbáth Ottília
- Borbás Erika
- Borbás Gabi
- Bozó Andrea
- Böhm Anita
- Börcsök Enikő
- Bókai Mária
- Braun Rita
- Cabello-Colini Borbála
- Csampisz Ildikó
- Csarkó Bettina
- Csapó Alexandra
- Császár Angela
- Csellár Réka
- Csere Ágnes
- Csifó Dorina
- Csikos Léda
- Csomor Csilla
- Csorba Jázmin
- Csondor Kata
- Csonka Anikó
- Csöngedi Nikolett
- Csuha Bori
- Csuja Fanni
- Csűrös Karola
- Czető Zsanett
- Czifra Krisztina
- Czigány Judit
- Czirják Csilla
- Czoma-Szegedi Nóra
- Csúz Lívia
- Dallos Szilvia
- Darabos Lili
- Detre Annamária
- Dér Denisa
- Dér Mária
- Détár Enikő
- Dévényi Ildikó
- Dobó Enikő
- Dohy Erika
- Donga Andrea
- Dorogi Barbara
- Dolmány-Bogdányi Korina
- Dóka Andrea
- Dögei Éva
- Dömötör Édua Csenge
- Dunai Orsolya
- Dudás Eszter
- Engel-Iván Lili
- Erdélyi Mari
- Erdős Borcsa
- Esztergályos Cecília
- F. Nagy Erika
- F. Nagy Eszter
- Faluvégi Fanni
- Farkas Krisztina
- Farkas Viktória
- Farkas Zita
- Farkas Zsuzsa
- Farkasházi Réka
- Farkasinszky Edit
- Faragó Vera
- Fazekas Zsuzsa
- Fábián Enikő
- Fábián Nikolett
- Fehér Anna
- Fehér Mónika
- Felföldi Anikó
- Fésűs Bea
- Fodor Luca Erna
- Fodor Zsóka
- Forrai Mercédesz
- Fónay Márta
- Földes Eszter
- Földesi Judit
- Földessy Margit
- Földi Teri
- Frajt Edit
- Frank Ildikó Eszter
- Fullajtár Andrea
- Für Anikó
- Galiotti Barbara
- Gallusz Nikolett
- Garami Mónika
- Gazdik Kata
- Galyai Ágnes
- Gay Ágota
- Gáspár Imola
- Gáspár Kata
- Géczy Dorottya
- Gerbert Judit
- Gerhát Barbara
- Gosztola Adél
- Gombó Viola Lotti
- Göbölös Krisztina
- Götz Anna
- Gubik Petra
- Gruiz Anikó
- Grúber Zita
- Gudovics Éva
- Gubás Gabi
- Gulás Fanni
- Gyarmati Laura
- Gyebnár Csekka
- Gyimesi Pálma
- Györfi Anna
- Györfi Laura
- Györgyi Anna
- Gyöngy Zsuzsa
- Győry Franciska
- Győri Ilona
- Győriványi Laura
- Györke Laura
- Hacser Józsa
- Haffner Anikó
- Hajós Noémi
- Halász Aranka
- Halász Judit
- Haumann Petra
- Hay Anna
- Hábermann Lívia
- Herczegh Márta
- Hám-Kereki Anna
- Haramura Katalin
- Hámori Eszter
- Hámori Ildikó
- Háver-Varga Mariann
- Hegedűs Johanna
- Hegyi Barbara
- Herceg Zsanett
- Hermann Lilla
- Hevesi Lia
- Hirling Judit
- Holló Orsolya
- Horváth R. Anikó
- Horváth Lili
- Horváth Zsuzsa
- Horváth-Winter Diána
- Huszárik Kata
- Hullan Zsuzsa
- Hutóczki-Orosz Éva
- Hüse Mariann
- Hűvösvölgyi Ildikó
- Ispaics Rita
- Illyés Mari
- Incze Ildikó
- Jankai Noémi
- Jankovics Anna
- Jani Ildikó
- Janza Kata
- Jelinek Éva
- Jordán Adél
- Jóga Diána
- Józan Magda
- Juga Veronika
- Juhász Judit
- Juhász-Töreki Andrea
- Kádár Flóra
- Kállay Ilona
- Kalocsay Mercedes
- Kállai-Kiss Zsófia
- Káldi Nóra
- Kálmánfi Anita
- Kántor Kitty
- Kapus Léna
- Kapu Hajni
- Kardos Eszter
- Kardos Lili
- Károlyi Lili
- Kárpáti Barbara
- Kakasy Dóra
- Kassai Ilona
- Kaszás Angéla
- Kelemen Kata
- Keönch Anna
- Kerekes Andrea
- Kerekes Bernadett
- Kerekes Viktória
- Keszthelyi Melinda
- Keviczky Szilvia
- Kéri Kitty
- Kisfalvi Krisztina
- Kiss Anna Laura
- Kiss Anikó
- Kiss Bernadett
- Kiss Erika
- Kiss Eszter
- Kis Judit
- Kiss L. Jennifer
- Kiss Lilien
- Kiss Mari
- Kiss Márti
- Kiss Orsolya
- Kis-Kovács Luca
- Kiss Virág
- Kiss Szilvia
- Kiss Vendi
- Kiss Zsuzsanna
- Kobela Kíra
- Kocsis Judit
- Kocsis Mariann
- Koffler Gizi
- Kokas Piroska
- Kolti Helga
- Koller Virág
- Kopek Janka
- Komáromi Anett
- Komlós Juci
- Koncz-Kiss Anikó
- Koroknay Simon Eszter
- Korponay Zsófia
- Kovács Olga
- Kovalik Ágnes
- Kovács Bernadett
- Kovács Éva Rebecca
- Kovács Kati
- Kovács Nóra
- Kovács Patrícia
- Kovács Vanda
- Kovács Zsuzsa
- Kováts Adél
- Kökényessy Ági
- Köves Dóra
- Köves Petra
- Kőváry Anett
- Kraszkó Zita
- Kubik Anna
- Kuna Kata
- Kuthy Patrícia
- Kútvölgyi Erzsébet
- Laborczy Szilvia
- Ladinek Judit
- Lakatos Lili
- Lakatos Viktória
- Lamboni Anna
- László Lili
- Laudon Andrea
- Laurinyecz Réka
- Lázár Erika
- Lehoczky Zsuzsa
- Létay Dóra
- Libor Laura
- Ligeti Kovács Judit
- Liptai Claudia
- Liptai Nóra
- Lóth Kati
- Madarász Éva
- Magda Gabi
- Magyar Tímea
- Magyar Viktória
- Magyarosi Erzsébet
- Mahó Andrea
- Major Melinda
- Majsai-Nyilas Tünde
- Makay Andrea
- Mattyasovszky Nóra
- Málnai Zsuzsa
- Mandel Helga
- Mánya Zsófia
- Mányai Zsuzsa
- Markovics Zsófia
- Martin Adél
- Martin Márta
- Mayer Szonja
- Márton Eszter
- Mednyánszky Ági
- Menszátor Magdolna
- Mentes Júlia
- Mesterházy Gabriella
- Mezei Kitty
- Mezei Léda
- Mérai Katalin
- Mics Ildikó
- Mikecz Estilla
- Mikita Dorka Júlia
- Miklós Krisztina
- Miklusicsák Aliz
- Mohácsi Nóra
- Molnár Ilona
- Molnár Judit
- Molnár-Kovács Éva
- Molnár Piroska
- Molnár Stefánia
- Molnár Zsuzsa
- Moór Marianna
- Mórocz Adrienn
- Murányi Tünde
- Nádasi Veronika
- Nádorfi Krisztina
- N. Cserkő Rita
- Nagy Ágnes
- Nagy Bianka
- Nagy Blanka
- Nagy Cecília
- Nagy Edit
- Nagy Katica
- Németh Borbála
- Náray Erika
- Náray Teri
- Némedi Mari
- Nemes Takách Kata
- Németh Kriszta
- Nyertes Zsuzsa
- Nyilas Edina
- Nyírő Bea
- Nyírő Eszter
- Oláh Orsolya
- Orgován Emese
- Orosz Anna
- Orosz Helga
- Oroszlán Szonja
- Ónodi Eszter
- Oszvald Marika
- Ősi Ildikó
- Palotás Luca
- Papadimitriu Athina
- Pál Zsófia Kíra
- Pálfi Kata
- Páder Petra
- Pádua Ildikó
- Pálmai Anna
- Pánics Lilla
- Pálos Zsuzsa
- Pankotai-Szűcs Krisztina
- Papp Brigitta
- Pap Katalin
- Papp Ágnes
- Papp Györgyi
- Pap Vera
- Pataki Szilvia
- Palotás Luca
- Pápai Erika
- Pásztor Erzsi
- Pekár Adrienn
- Petri Nóra
- Peller Anna
- Peller Mariann
- Pécsi Ildikó
- Péter-Szabó Katalin
- Pikali Gerda
- Pogány Judit
- Pokorny Lia
- Polyák Alexandra
- Prokópius Maja
- Prókai Annamária
- Pupos Tímea
- Puzsa Patrícia
- Ráckevei Anna
- Rák Kati
- Rácz Brigitta
- Radó Denise
- Rátonyi Hajni
- Regényi Eszter
- Rezes Judit
- Récsei Noémi
- Réti Adrienn
- Réti Szilvia
- Rígler Renáta
- Riha Zsófia
- Roatis Andrea
- Román Judit
- Rusznák Adrienn
- Ruttkay Laura
- Sajgál Erika
- Sáfár Anikó
- Sági Tímea
- Sallai Nóra
- Sánta Annamária
- Sára Bernadette
- Seres Beáta
- Seres Ildikó
- Schell Judit
- Séllei Zsanett
- Schéda Szilvia
- Schubert Éva
- Simon Dóra
- Simon Mari
- Simonyi Piroska
- Simorjay Emese
- Sipos Eszter Anna
- Sodró Eliza
- Solecki Janka
- Soltész Erzsébet
- Somlai Edina
- Söptei Andrea
- Sulyok Mária
- Sunyovszky Szilvia
- Schmidt Andrea
- Schmidt Karolina
- Schmidt Regina
- Spilák Klára
- Staub Viktória
- Stefanovics Angéla
- Sz. Nagy Ildikó
- Szabados Zsuzsa
- Szabó Emília
- Szabó Erika
- Szabó Éva
- Szabó Gabi
- Szabó Luca
- Szabó Gertrúd
- Szabó Zselyke
- Szalontay Tünde
- Szénási Kata
- Széles Anna
- Szentesi Dóra
- Szerencsi Éva
- Szerémi Nóra
- Szilágyi Csenge
- Szilágyi Zsuzsa
- Szinetár Dóra
- Szirtes Ági
- Szitás Barbara
- Szőlőskei Tímea
- Szórádi Erika
- Sztárek Andrea
- Szulák Andrea
- Szűcs Anna Viola
- Szűcs Enikő
- Tatár Bianka
- Takács Andrea
- Takács Flóra
- Tallós Rita
- Talmács Márta
- Tamási Nikolett
- Tarsoly Krisztina
- Tarr Judit
- Tábori Nóra
- Tátrai Zita
- Telegdi Kamilla
- Tenki Réka
- Téglás Judit
- Ténai Petra
- Timkó Eszter
- Tímár Éva
- Törőcsik Franciska
- Törőcsik Mari
- Törtei Tünde
- Tompos Kátya
- Tordai Teri
- Tornyi Ildikó
- Tóth Aliz
- Tóth Auguszta
- Tóth Beáta
- Tóth Claudia
- Tóth Enikő
- Tóth Éva
- Tóth Ildikó
- Tóth Judit
- Tóth Nikolett
- Tóth Noémi
- Tóth Szilvia
- Trokán Anna
- Trokán Nóra

```
  Turóczi Izabell
```

- Ujvári Szabina
- Udvarias Anna
- Udvaros Dorottya
- Ullmann Mónika
- Ullmann Zsuzsa
- Ungvári Zsófia
- Ur Alexandra
- Urbán Andrea
- Urbán-Szabó Fanni
- Vas Maya
- Vadász Bea
- Vadász Laura
- Varga Lili
- Vajai Flóra
- Vay Ilus
- Vági Viktória
- Vágó Bernadett
- Ván Evódia
- Vándor Éva
- Váradi Edit
- Váradi Hédi
- Várnagy Kati
- Venczel Vera
- Vennes Emmy
- Vicsek Eszter
- Virághalmy Judit
- Világi Vanessa
- Vida Sára
- Vígh Erika
- Voith Ági
- Wégner Judit
- Wessely-Simonyi Réka
- Zahorán Adrienne
- Zadravecz Annamária
- Zakariás Éva
- Závodszky Noémi
- Zernovácz Erzsébet
- Zeitler Orsolya
- Zborovszky Andrea
- Zsigmond Tamara
- Zsolnai Júlia
- Zsótér Zsófia
- Zsurzs Kati